# 상덕총록
상덕총록(相德總錄)은 대한민국 경기도 수원시 팔달구, 수원화성박물관에 있는 책이다. 2018년 4월 30일 문화재 지정 예고를 거쳐, 2018년 9월 10일 경기도의 유형문화재 제335호로 지정되었다.

## 지정 사유
19세기 제작된 ‘상덕총록’은 ‘재상 채제공의 공덕을 순한글로 번역 필사한 책으로 국내에서 유일하게 전래되는 유일본이라는 점에서 가치가 있다.

## 같이 보기
- 채제공

## 참고 문헌
- 상덕총록 - 국가유산청 국가유산포털